# BlackSite: Area 51
『BlackSite:Area51』は、Midway Gamesが開発、販売を行った、ファーストパーソン・シューティングゲーム（略称：FPSゲーム）である。北米では 2007年11月12日にXbox 360およびMicrosoft Windows向けに、 2007年12月10日にPlayStation 3向けにリリースされた。同じ会社から2005年に発売された『Area 51』というFPSゲームとは全くの無関係である。

## ゲームプレイ
ゲーム内では8つの武器が登場するが、プレイヤーが同時に持ち運べるのは、2つのみである。

### 登場する武器
- H&K USP
- M4A1
- XM8 SHARPSHOOTER(H&K XM8)
- SCATTER GUN
- PLASMA RIFLE
- FGM-148 ジャベリン
- M67 破片手榴弾
- XM312 MG

| スタブアイコン | サブスタブ | この項目は、まだ閲覧者の調べものの参照としては役立たない、コンピュータゲームに関連した書きかけの項目です。この項目を加筆・訂正などしてくださる協力者を求めています（P:コンピュータゲーム/PJ:コンピュータゲーム）。 |